# День освобождения Африки

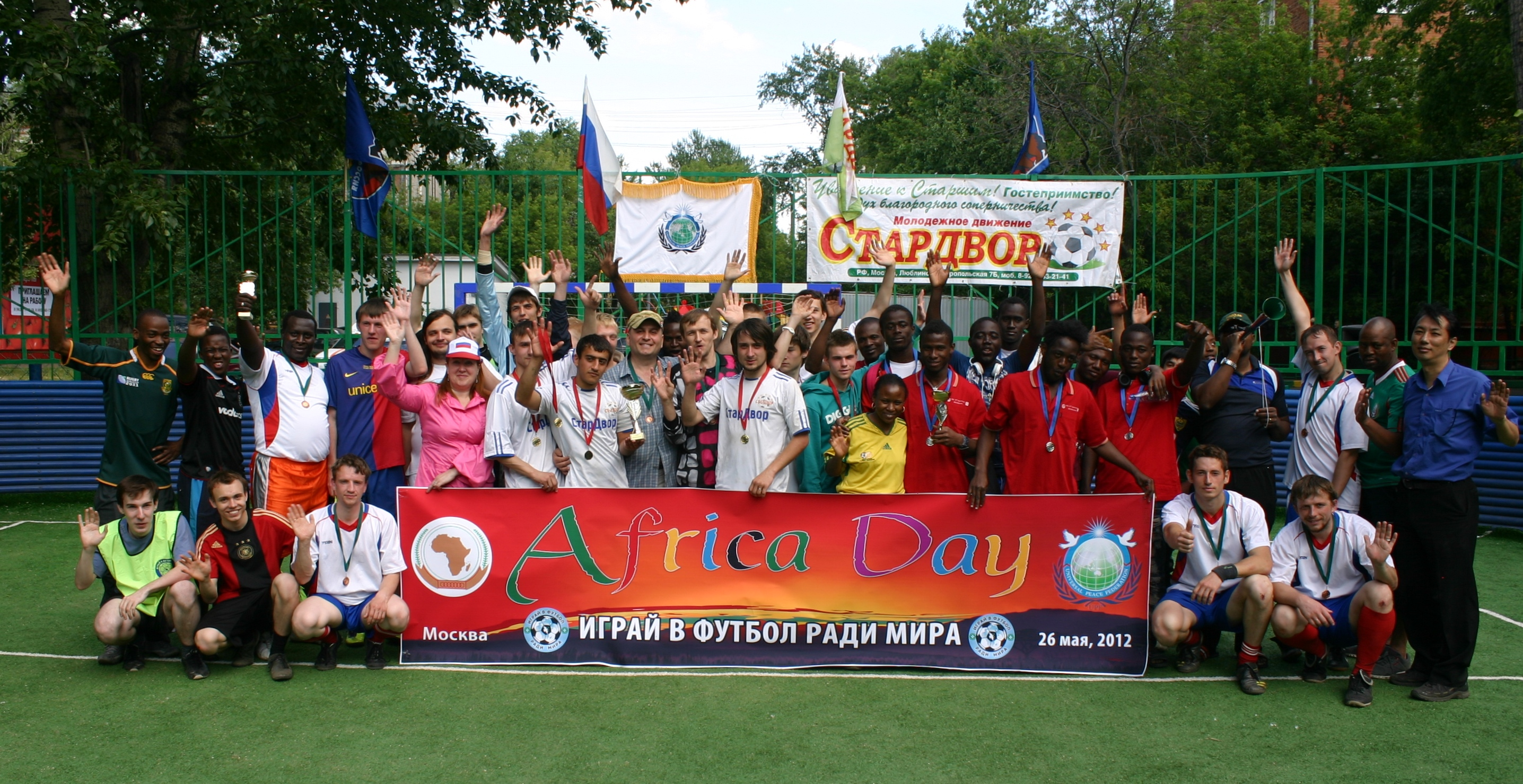
Играй в футбол ради мира, турнир, посвященный Дню Африки, Москва, Российская Федерация, 2012 год

День освобождения Африки (в настоящее время — День Африки, англ. Africa Day) — ежегодно отмечается 25 мая странами Африканского союза по решению ООН.

## История
25 мая 1963 года на 1-й конференции правительств африканских стран в Аддис-Абебе (Эфиопия) была создана межгосударственная Организация африканского единства (ОАЕ), и был подписан её устав тридцатью африканскими странами. Своими целями ОАЕ определила — укрепление единства и солидарности стран континента; координация действий и развитие всестороннего сотрудничества африканских государств, защита суверенитета, территориальной целостности и независимости; уничтожение всех видов колониализма и поощрение международного сотрудничества.

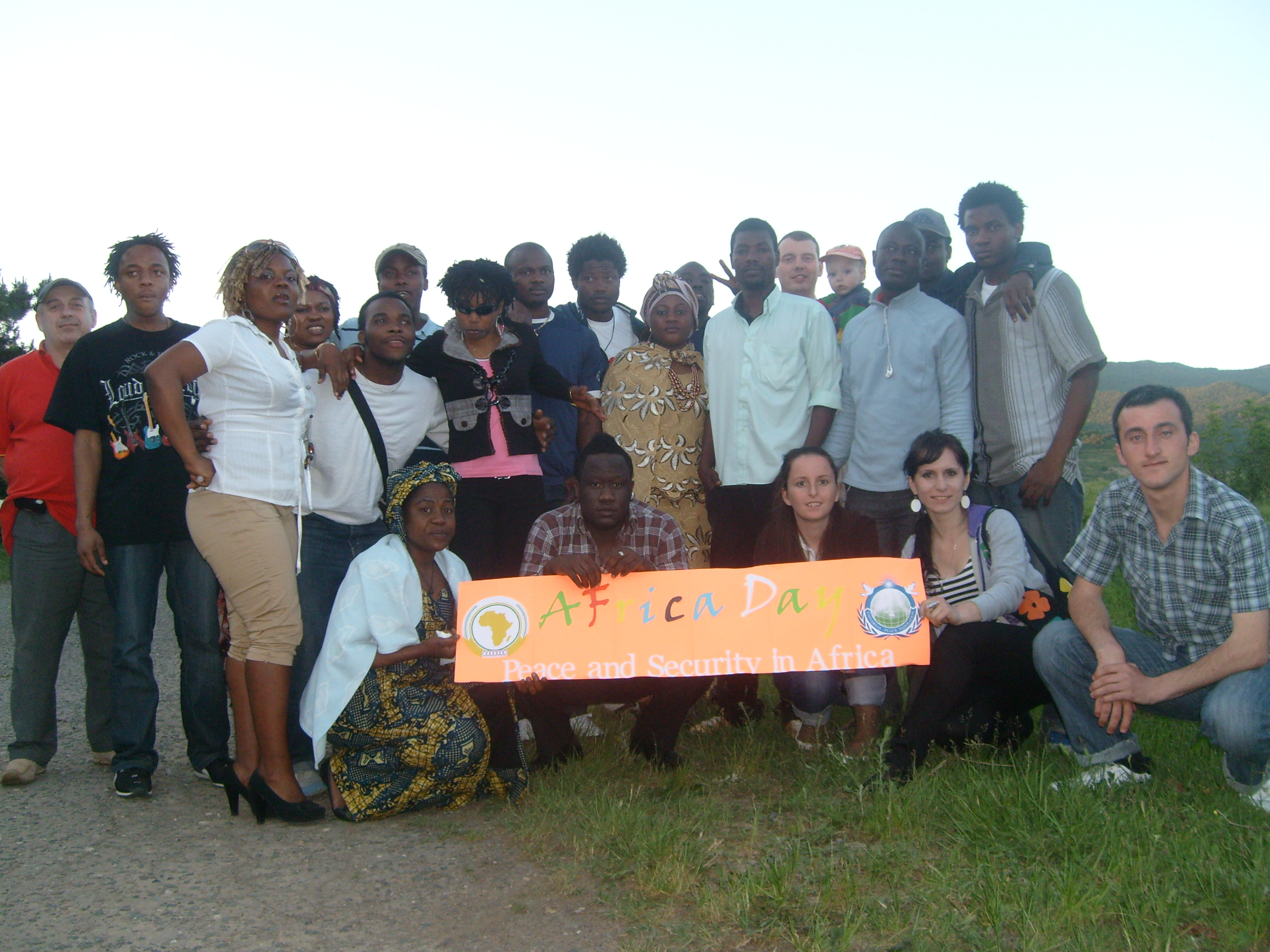
День Африки, Федерация за всеобщий мир, Грузия, 2010 год

Для успешной реализации обозначенных целей члены ОАЕ обязались координировать свои действия в области внешней политики, экономики, науки и техники, обороны и безопасности, культуры и здравоохранения. А главные принципы — равноправие и невмешательство во внутренние дела государств-членов; уважение их территориальной целостности и независимости, мирное урегулирование спорных вопросов и др.
Африка — континент больших экономических возможностей, отличающийся богатством флоры и фауны, запасами минерального сырья, обилием земельных и водных ресурсов, многочисленным и быстро растущим населением. Вместе с тем хозяйство Африки — наиболее отсталая часть мирового хозяйства. Это отставание стало результатом колониального прошлого и нынешней неоколониальной политики развитых стран, политической нестабильности в странах континента, слабостью внутренней производственной базы и инфраструктуры, недостаточным притоком инвестиций.

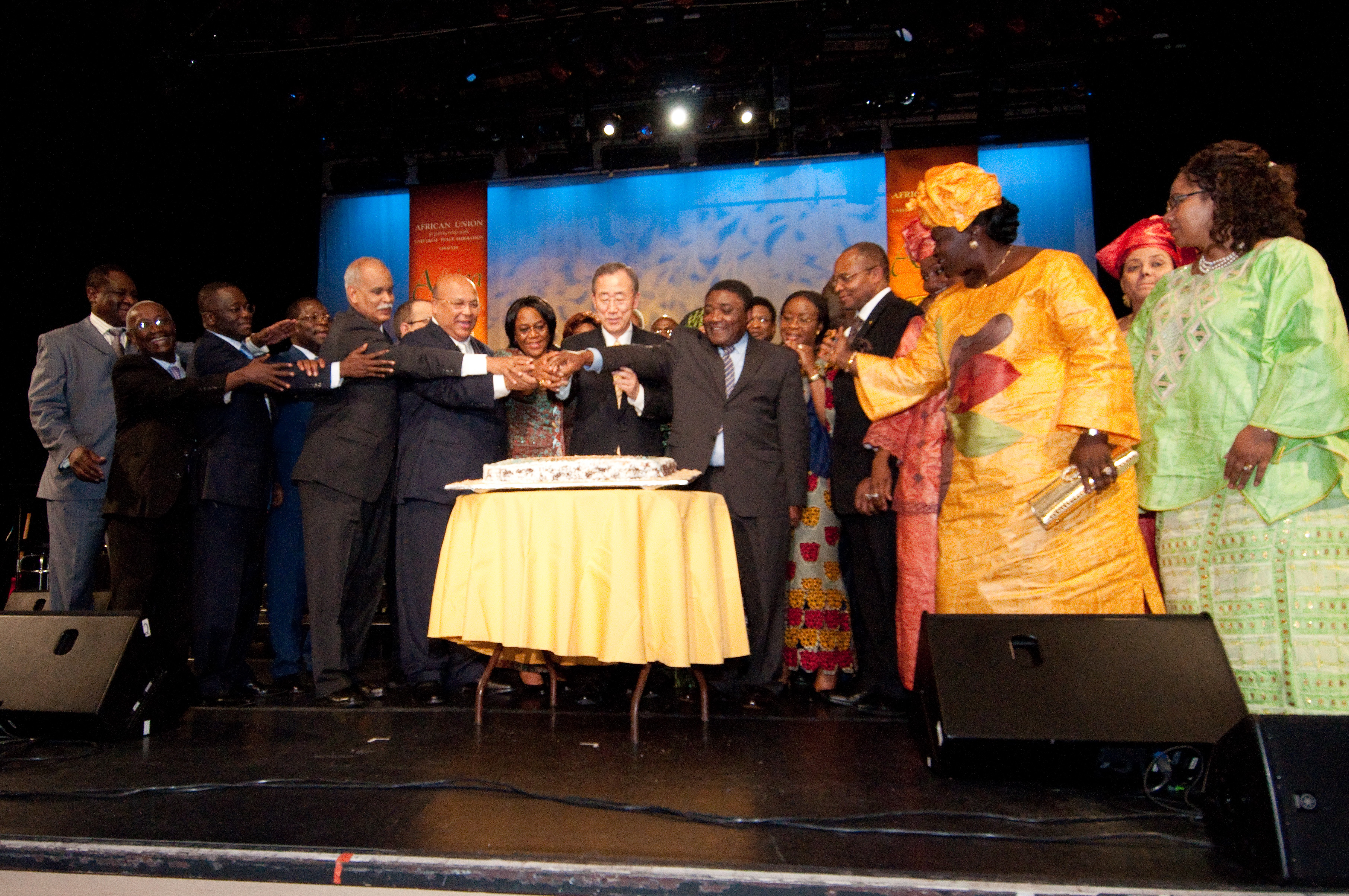
День Африки, Федерация за всеобщий мир, Нью-Йорк, США, 2010 год

В 1999 году Генеральная Ассамблея ООН предложила Специальному комитету по деколонизации ежегодно отмечать Неделю солидарности с народами несамоуправляющихся территорий с 25 по 31 мая. Впервые такая неделя была провозглашена в 1972 году резолюцией ООН 2911 (XXVII) как Неделя солидарности с колониальными народами южной части Африки, Гвинеи-Бисау и Островов Зеленого Мыса, борющимися за свободу, независимость и равноправие.

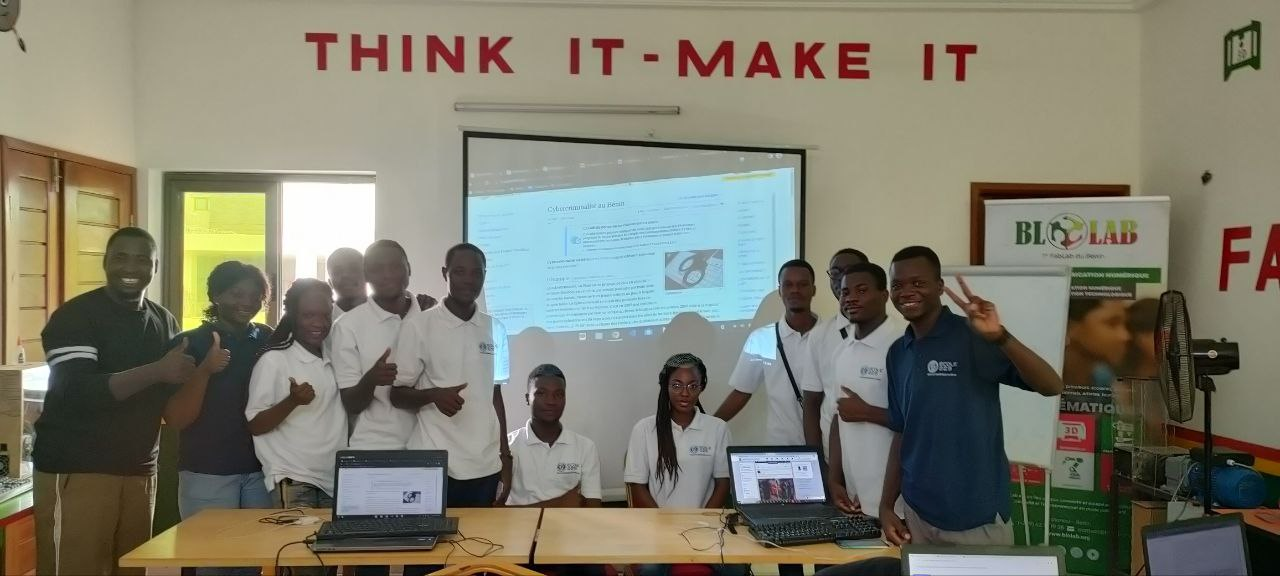
День Африки, Бенин, 2005 год

В июле 2001 года было создано Новое партнёрство для развития Африки (НЕПАД, New Partnership for Africa's Development, NEPAD) — это своего рода план действий по достижению устойчивого развития в Африке, имеющий конкретные задачи по секторальным приоритетам (инфраструктура, сельское хозяйство, окружающая среда, культура, наука и информационные технологии, развитие человеческих ресурсов), а также схемы мобилизации ресурсов (доступ к рынкам, потоки капиталов). Основная идея НЕПАД заключается в том, что государства Африки встают на демократический путь развития и могут своими усилиями добиться преодоления бедности.

## Литература

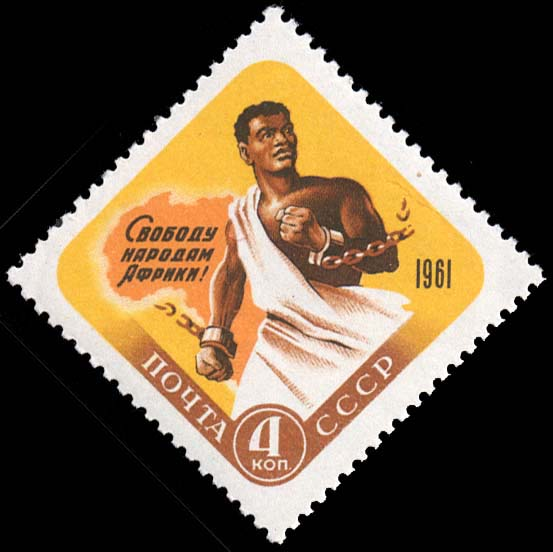
Почтовая марка СССР, 1961 год. Негр, разрывающий цепь. Художник: И. Левин. Марка СССР, номинал - 4к.

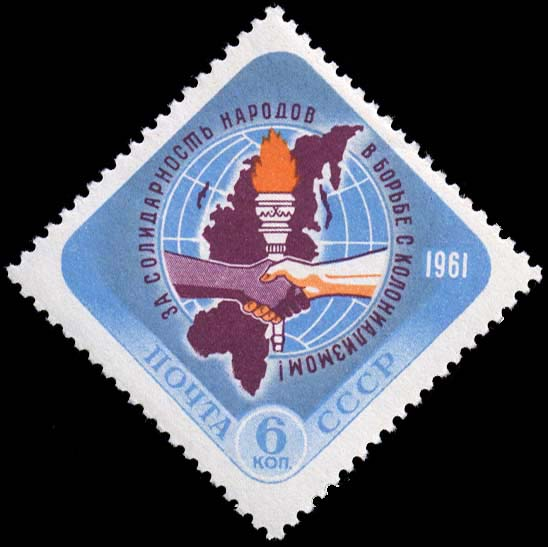
Почтовая марка СССР, 1961 год. Эмблема солидарности народов в борьбе против колониализма. Художник: И. Левин. Марка СССР, номинал - 6к.